# Aspilia
Aspilia é um género botânico pertencente à família Asteraceae.